# Bosanska Kostajnica
La municipalidad de Kostajnica (previamente «Bosanska Kostajnica») se localiza dentro de la región de Banja Luka, dentro de la República Srpska, en Bosnia y Herzegovina.

## Localidades
Esta municipalidad de la República Srpska, localizada en Bosnia y Herzegovina se encuentra subdividida en las siguientes localidades a saber:
- Kostajnica
- Gornja Slabinja
- Grdanovac
- Gumnjani
- Kalenderi
- Mrakodol
- Mraovo Polje
- Petrinja
- Pobrđani
- Podoška
- Tavija
- Zovik

## Geografía
Kostajnica está situada en la ladera norte de las montañas Kozara, la parte occidental de la República Srpska elevandse a 466 metros sobre el nivel del mar.

## Demografía
Si se considera que la superficie total de este municipio es de ciento treinta y dos kilómetros cuadrados y su población está compuesta por unas 7.874 personas, se puede estimar que la densidad poblacional de esta municipalidad es de cuarenta y siete habitantes por cada kilómetro cuadrado de esta división administrativa.